# 5α-Dihydroprogesterone
5α-Dihydroprogesterone (5α-DHP, allopregnanedione,  hoặc 5α-pregnane-3,20-dione) là một progestogen và neurosteroid nội sinh được tổng hợp từ progesterone. Nó cũng là một chất trung gian trong quá trình tổng hợp allopregnanolone và isopregnanolone từ progesterone.
5α-DHP được chuyển hóa bởi các chất khử aldo-keto (AKR) AKR1C1, AKR1C2 và AKR1C4 với hiệu quả xúc tác cao. AKR1C1 ưu tiên tạo thành 20α-hydroxy-5α-pregnane-3-one trong khi AKR1C2 ưu tiên tạo thành allopregnanolone. Tương tự AKR1C1 làm giảm và do đó làm bất hoạt allopregnanolone thành 5α-pregnane-3α, 20α-diol. Trái ngược với các AKR khác, AKR1C3 có hiệu suất xúc tác thấp để giảm 5α-DHP. Những AKR này được biểu hiện cao ở gan và tuyến vú của con người nhưng có biểu hiện tương đối khiêm tốn trong não và tử cung của con người.
5α-DHP là một chất chủ vận của thụ thể progesterone và một bộ điều biến allosteric tích cực của thụ thể GABA<sub id="mwIQ">A</sub> (dù với một mối quan hệ này thụ được coi là tương đối thấp (so với 3α-hydroxy hóa progesterone chất chuyển hóa như allopregnanolone và pregnanolone)). Nó cũng đã được tìm thấy để hoạt động như một bộ điều biến allosteric tiêu cực của thụ thể GABA<sub id="mwKA">A</sub>-rho. Các steroid đã được tìm thấy sở hữu 82% ái lực của progesterone đối với thụ thể progesterone trong tử cung khỉ rhesus. 5α-Dihydroprogesterone được cho là sở hữu khoảng 33% khả năng progesterone tương đối của progesterone. Ngoài ra, nó là một chất chủ vận yếu của thụ thể X mang thai (PXR) (EC <sub id="mwLw">50</sub> > 10.000 NottM), với hiệu lực thấp hơn khoảng sáu lần so với đồng phân 5β, 5β-dihydroprogesterone.
Allopregnanolone được chuyển hóa trở lại thành 5α-DHP bởi 3α- hydroxapseoid oxyoreductase, và chuyển đổi allopregnanonlone thành 5α-DHP chịu trách nhiệm cho hoạt động proogenogen của allopregnanonlone. 5α-DHP, thông qua thụ thể progesterone và allopregnanolone, thông qua thụ thể GABA<sub id="mwNA">A</sub>, hoạt động cùng nhau để gây ra bệnh mỡ ở động vật. Một nghiên cứu cho thấy 41% allopregnanolone được dùng qua đường tiêm đã được chuyển thành 5α-DHP trong não chuột.